# Straßenrennen der Frauen bei den Panamerikanischen Meisterschaften
Das Straßenrennen der Frauen bei den Panamerikanischen Meisterschaften wird seit 1996 im Rahmen der Panamerika-Meisterschaften im Straßenradsport (Campeonatos panamericanos de ciclismo) als Kontinentalmeisterschaft für Amerika ausgetragen. Startberechtigt in dem Eintagesrennen sind Radrennfahrerinnen der nationalen Verbände, die Mitglied in der Confederación Panamericana de Ciclismo (COPACI) sind. Die Veranstaltungsorte wechseln, die Teilnehmerinnen werden von den nationalen Verbänden im Rahmen von Nationalmannschaften benannt. Die Siegerinnen der Panamerika-Meisterschaften bekommen ein spezielles Trikot verliehen. Die erste Austragung fand in der venezolanischen Stadt Puerto La Cruz 1996 statt. Seit 2004 wird das Rennen (Ausnahme 2020) jährlich ausgetragen.

## Palmarès
- 1996  Nicole Reinhart
- 2001  Luz Delgadillo
- 2002  Belem Guerrero
- 2004  Yoanka González Pérez
- 2005  Tina Pic
- 2006  Yumari González
- 2007  Tina Pic
- 2008  Yumari González
- 2009  Joëlle Numainville
- 2010  Shelley Olds
- 2011  Clara Hughes
- 2012  Yumari González
- 2013  Arlenis Sierra
- 2014  Arlenis Sierra
- 2015  Marlies Mejías
- 2016  Iraida Garcia
- 2017  Paola Muñoz
- 2018  Arlenis Sierra
- 2019  Ariadna Gutiérrez
- 2020 nicht ausgetragen
- 2021  Lina Hernández
- 2022  Arlenis Sierra
- 2023  Skylar Schneider
- 2024  Lauren Stephens
- 2025  Juliana Londoño